# 긴잎달맞이꽃
긴잎달맞이꽃은 바늘꽃과에 딸린 두해살이풀이다. 키는 60cm가량. 잎은 어긋맞게 나고 길둥근 모양으로 가에 거친 톱니가 있다. 여름에 크고 노란 꽃이 잎겨드랑이에서 피는데, 저녁에 피었다가 다음날 아침 해가 돋으면 시들며, 열매는 삭과이다. 남미의 칠레 원산으로 화원, 원포 등에서 재배한다.